# Carl Gruner (Politiker)
Carl Adalbert Gruner (* 5. Februar 1865 in Bremen; † 29. Mai 1924 in Bremen) war ein deutscher Kaufmann, Bremer Bürgerschaftsabgeordneter und Senator (DVP) im Senat der Freien Hansestadt Bremen.

## Biografie

### Familie, Ausbildung und Beruf
Gruner stammt aus der bremischen Kaufmannsfamilie von August Wilhelm Gruner (1778–1859), ein Überseekaufmann, der in Westindien handelte, seit 1797 in Bremen lebte, die Firma Gruner & Co gründete, sie nach 1814 bzw. 1822 zur  Firma A. W. Gruner ausbaute und 1839 als A. W. Gruner & Söhne umbenannte. Er war auch Vorsteher des Hauses Seefahrt. Seine beiden Söhne Siegfried und Carl führten nach 1849 die Firma und handelten in der Hauptsache mit Tabak, Kaffee, Zucker. Der Enkel Carl Adalbert Gruner wurde ebenfalls Kaufmann und führte später mit seinen Partnern das Unternehmen unter dem Namen C. A. Gruner & Co. mit Sitz in der Bremer Baumwollbörse.
Er wurde auf dem  Riensberger Friedhof (Q0172A) beerdigt.

### Politik
Gruner wurde 1918/19 Mitglied der liberal-konservativen Deutschen Volkspartei (DVP).
Er war bereits in der 14. bis 16. Wahlperiode von 1908 bis 1918 als Kaufmann Mitglied der Bremischen Bürgerschaft und nach dem Ersten Weltkrieg 1919/1920 Mitglied in der verfassunggebenden Bremer Nationalversammlung.
Er war von November 1916 bis Ende 1918 Senator in Bremen. Seit 1919 war er wieder Senator im Senat unter Karl Deichmann (SPD) und von 1920 bis 1924 (†) im Senat unter Martin Donandt (Parteilos).